# Ram Malik
Ram Malik (* 10. März 1991 in Bardhaman, Westbengalen) ist ein indischer Fußballspieler.

## Karriere

### Jugend
Malik begann seine Karriere in der Jugend von McDowell’s Mohun Bagan AC im Jahr 2006. 2009 ging er dann zu United Sports, 2011 zu Kalighat MS. Mit Kalighat gewann Malik den Airlines Gold Cup im Jahr 2011, sie gewannen gegen Mohammedan SC mit 3:2, alle drei Vorlagen kamen von Malik.

### Profikarriere
2013 wechselte Malik dann zu McDowell’s Mohun Bagan AC und gab sein Profi-Debüt am 28. September 2013 gegen Churchill Brothers SC, er wurde von Beginn an eingesetzt und spielte 48 Minuten bis zu seiner Auswechslung, das Spiel endete 0:0.

## Persönliches
Malik nannte Baichung Bhutia, Steven Gerrard und Luis Suárez als seine Vorbilder, außerdem ist er Fan vom TSV 1860 München und FC Liverpool.